# Jujhar Khaira
Jujhar Khaira, född 13 augusti 1994, är en kanadensisk professionell ishockeyspelare som är kontrakterad till NHL-organisationen Edmonton Oilers och spelar för deras primära samarbetspartner Lake Erie Monsters i American Hockey League (AHL). Han har tidigare spelat på lägre nivåer för Oklahoma City Barons i AHL, Everett Silvertips i Western Hockey League (WHL) och Michigan Tech Huskies (Michigan Technological University) i National Collegiate Athletic Association (NCAA).
Khaira draftades i tredje rundan i 2012 års draft av Edmonton Oilers som 63:e spelare totalt.

## Statistik
| 2010–2011   | Prince George Spruce Kings | BCHL        | 58 | 10 | 32 | 42 | 21 | —  | — | — | — | — |
| 2011–2012   | Prince George Spruce Kings | BCHL        | 54 | 29 | 50 | 79 | 69 | 4  | 0 | 2 | 2 | 2 |
| 2012–2013   | Michigan Tech Huskies      | NCAA        | 37 | 6  | 19 | 25 | 49 | —  | — | — | — | — |
| 2013–2014   | Everett Silvertips         | WHL         | 59 | 16 | 28 | 44 | 59 | 5  | 3 | 1 | 4 | 8 |
|             | Oklahoma City Barons       | AHL         | 6  | 0  | 0  | 0  | 2  | 3  | 1 | 0 | 1 | 0 |
| 2014–2015   | Oklahoma City Barons       | AHL         | 51 | 4  | 6  | 10 | 62 | 8  | 3 | 1 | 4 | 4 |
| 2015–2016   | Edmonton Oilers            | NHL         | 1  | 0  | 0  | 0  | 0  | —  | — | — | — | — |
|             | Bakersfield Condors        | AHL         | 16 | 3  | 4  | 7  | 7  | —  | — | — | — | — |
| NHL totalt  | NHL totalt                 | NHL totalt  | 1  | 0  | 0  | 0  | 0  | —  | — | — | — | — |
| AHL totalt  | AHL totalt                 | AHL totalt  | 73 | 7  | 10 | 17 | 71 | 11 | 4 | 1 | 5 | 4 |
| WHL totalt  | WHL totalt                 | WHL totalt  | 59 | 16 | 28 | 44 | 59 | 5  | 3 | 1 | 4 | 8 |
| NCAA totalt | NCAA totalt                | NCAA totalt | 37 | 6  | 19 | 25 | 49 | —  | — | — | — | — |